# Wróg numer jeden
Wróg numer jeden (ang. Zero Dark Thirty) – amerykański dramat sensacyjny (thriller szpiegowski) w reżyserii Kathryn Bigelow z 2012 roku. Scenariusz filmu opracował Mark Boal, który również współpracował z Bigelow przy jej nagrodzonym Oscarem filmie The Hurt Locker. W pułapce wojny.
Światowa premiera filmu odbyła się 19 grudnia 2012 roku. Polska premiera filmu nastąpiła 11 stycznia 2013 roku. Obraz do kin wprowadziła firma dystrybucyjna Monolith Films.

## Fabuła
Film przedstawia historię ponad dziesięcioletniego poszukiwania Usamy ibn Ladina przez agentów Central Intelligence Agency, od czasu ataku na WTC i Pentagon z 11 września 2001 roku aż do oblężenia i śmierci terrorysty w maju 2011.

## Obsada
- Jessica Chastain jako Maya
- Kyle Chandler jako Joseph Bradley
- Jennifer Ehle jako Jessica
- Harold Perrineau Jr. jako Jack
- Jeremy Strong jako Thomas
- Mark Duplass jako Steve
- Mark Strong jako George
- Chris Pratt jako Justin, członek U.S Navy SEAL
- Édgar Ramírez jako Larry, członek U.S Navy SEAL
- Joel Edgerton jako Patrick, członek U.S Navy SEAL
- Scott Adkins jako John, członek U.S Navy SEAL
- James Gandolfini jako Leon Panetta, dyrektor CIA

## Odbiór

### Box office
Budżet filmu wyniósł 40 milionów dolarów. W Stanach Zjednoczonych i Kanadzie film zarobił niecałe 96 mln USD. W innych krajach przychody wyniosły 37 mln dolarów, a łączne przychody prawie 133 miliony.

### Krytyka w mediach
Film spotkał się z bardzo dobrą reakcją krytyków. W serwisie Rotten Tomatoes 91% z 292 recenzji jest pozytywne, a średnia ocen wyniosła 8,59/10. Na portalu Metacritic średnia ocen z 46 recenzji wyniosła 95 punktów na 100.

### Nagrody i nominacje
17. ceremonia wręczenia Satelitów
- nominacja: najlepszy film
- nominacja: najlepsza reżyseria − Kathryn Bigelow
- nagroda: najlepszy scenariusz oryginalny − Mark Boal
- nominacja: najlepsza aktorka − Jessica Chastain
- nominacja: najlepszy montaż − William Goldenberg i Dylan Tichenor